# Área 23
Área 23 es una miniserie de 13 capítulos, producida por Tecnópolis TV, que relata el trabajo y la vida cotidiana de los integrantes de un laboratorio argentino de alta complejidad, acercándonos a los desarrollos de la ciencia y la tecnología en Argentina. Protagonizada por Carolina Peleíta y la participación del Dr. Luis Capazo.
Su primera emisión fue en canal Tecnópolis TV y luego el 19 de agosto de 2013, de lunes a jueves a las 22.30  por la pantalla de la TV Pública.

## Sinopsis
Eugenia Simone es una científica argentina experta en Biología Molecular que regresa al país tras diez años de vivir en el exterior para trabajar en un banco genético de alta complejidad. Su vida se verá revolucionada cuando inesperadamente deba hacerse cargo del instituto y de la resolución de problemas médicos, genéticos, ecológicos y de investigación. Ella y su equipo tendrán que aprender a trabajar juntos a pesar de los obstáculos y de sus diferencias.
Una ficción científica con sello propio que muestra que en un laboratorio de estudios genéticos, no todo son tubos de ensayo y guardapolvos blancos, detrás de cada caso hay historias de vida y un impacto social. Contaminación de la actividad pesquera, fertilización asistida, enfermedades hereditarias, y cultivos agrarios. Con la realidad de la ciencia argentina puertas adentro

## Elenco
- Carolina Peleíta como Eugenia Simeone
- Dr. Luis Capazo como Rafael Val
- Fabián Carrasco como Nahuel Kaufman
- César Eloy Erran Salsamendi	como Diego Col angeló
- Eduardo Icono como Daniel Kaufman
- María Andrea Schmidt como Irene Moreno

## Audiencia
La miniserie tuvo un buen debut con 3,8 (según IBOPE), Empatando así con sus competidores.